# 3D Realms
3D Realms (nombre legal Apogee Software, Ltd.) es una empresa publicadora y distribuidora de videojuegos establecida en Garland, Texas en 1987, cuyo principal accionista era Action Entertainment Software Inc. Era muy conocida por popularizar el modelo de distribución shareware así como la creación de franquicias en PC como Duke Nukem, Commander Keen, Blake Stone, Wolfenstein 3D, Shadow Warrior y por ser creadora del motor gráfico Build. Su nombre original era Apogee Software Productions; 3D Realms fue inicialmente creado como una marca de Apogee en julio de 1994, en la cual se dedicarían a los juegos en 3D (ya que Apogee era conocido en ese entonces por diversos estilos de juego). Poco después en 1994 los juegos 3D empezaron a dominar la industria, y Apogee decidió enfocarse en ese estilo, por eso el nombre Apogee fue finalmente abandonado a finales de 1996, cambiando luego a la forma jurídica de Sociedad de responsabilidad limitada, para llamarse 3D Realms.
El equipo de desarrollo fue despedido en mayo del 2009, causando gran conmoción debido al inminente lanzamiento de Duke Nukem Forever, un juego que llevaba ya casi 13 años en desarrollo.

## La empresa

### La importancia de un líder
Apogee es considerada madre y fundadora de la comunidad de desarrollo de juegos en el área de Dallas, con una gran cantidad de empresas satélite estableciéndose cerca para mantener una gran conexión con ellos. Como ejemplo, casi siempre se menciona que Id Software se estableció en esa zona durante el desarrollo de Wolfenstein 3D para mantener una relación de trabajo estrecha, o que Ritual Entertainment fue creada con algunos de los programadores de Apogee.
Algunos de los miembros de la empresa fueron germen para la creación de toda una nueva industria del entretenimiento, como Tom Hall que dejó el grupo para ser uno de los cofundadores de Ion Storm, y otros que generaron aportes claves en Valve Software (la empresa creadora de Half-Life) o n-Space.
El nombre de Apogee, trascendió más allá de lo que la empresa hubiese esperado, luego de ser responsables de decenas de juegos, desde aquellos primitivos Beyond the Titanic o Supernova, pasando el simpático Cosmo Cosmic, el original Duke Nukem en 1991, hasta el archifamoso Duke Nukem 3D, cuya nueva versión se preparaba para ser lanzada a principios del 2007; pero también por la distribución y comercialización de títulos programados por otras empresas, como la saga de Commander Keen, y el inefable Wolfenstein 3D, el original juego de disparos en primera persona (FPS) en que debía eliminarse a todos los soldados nazis en un bien protegido castillo. 
Uno de los grandes atractivos que Apogee supone para los programadores es que la empresa comparte las ganancias producidas por un título con los desarrolladores del mismo, incluyendo no solo los ingresos por ventas, sino las franquicias, merchandising, novelas, remeras, etc.

### El equipo
Una pequeña reseña -no exhaustiva- del personal administrativo y técnico de Apogee no puede dejar de incluir a:
- Scott Miller - Presidente, cofundador, programador de los primeros juegos
- George Broussard - Executivo de cuentas, cofundador, programador de los primeros juegos
- Steven Blackburn - Ventas
- Joe Siegler - Webmaster, gerente de Soporte en Línea
- Kevin Green - Supervisor de Servicios al Cliente. Soporte Técnico
- Bryan Turner - Soporte Técnico

## Historia

### Resumen
Desde 1987, Apogee Software ha sido un pionero e innovador en la industria de los juegos para computadora, en especial para las PC de escritorio. Sus primeras incursiones fueron en el mercado del Shareware, revolucionándolo de tal manera que crearon lo que se conoce como el "Modelo Apogee", proponiendo en lugar de la forma tradicional, la distribución de una porción del juego (que llamaron un Episodio) como Shareware, y conservando la comercialización normal para el resto del título, mucho antes de la popularización de Internet y más de una década antes que otros distribuidores de software consideraran lanzar "demos" de sus juegos para hacerlos conocidos entre los usuarios, lo cual hoy es una práctica muy común.
Entre las prácticas originalísímas introducidas por Apogee desde sus primeros años se incluyen la aparición de códigos de trucos (en inglés "cheat codes"), teletransportadores entre niveles, y el llamado "Modo Dios" que permite que el jugador se vuelva invencible por completo. Además, los juegos de Apogee, y más tarde los de su heredera y sucesora 3D Realms, incluyeron casi siempre una opción para grabar o cargar rápidamente el desarrollo de una aventura en cualquier lugar del nivel, y no solo al culminar ciertas etapas. Esta característica era muy rara en los desarrollos de fines de los '80 y principios de los '90.
Muchas empresas de videojuegos como Capstone, Parallax Software, ID Software, Activision y Epic Megagames adoptaron en algún momento el "modelo Apogee".

### Primeros pasos
Antes de 1986, Scott Miller había lanzado algunos juegos en "packs" (Puzzle Pack, Adventure Pack). Estos juegos tenían nombres como Asteroid Runner, Block 5, etc, y finalmente re-aparecieron como freeware por mayo de 2004.
En 1986 Beyond the Titanic ve la luz. Era una aventura en modo texto, al estilo de Zork. Su programador fue Scott Miller. Junto con Supernova es uno de los juegos en los que la empresa no utiliza el modelo de Shareware tan particular, que luego caracterizó a prácticamente todos sus lanzamientos. El juego reapareció en marzo de 1998 como Abandonware.
En 1987, a mediados de año, otra aventura de textos, llamada Supernova, y también nacida del cerebro de Scott Miller, ayudado por Terry Nagy, es lanzada a la calle. Luego de descontinuarse su soporte, fue relanzado en marzo de 1998 como Freeware.
El 26 de noviembre Scott Miller envía a Softdisk el primer episodio de Kroz. En los dos años siguientes, crea un total de 6 episodios más, así como algunos "packs" más durante ese período, los cuales no eran más que compilación de juegos escritor por él mismo antes de este año, y relanzados. No obstante, la estrella son los episodios de Kroz que se consideran como el verdadero nacimiento de Apogee, aun cuando el nombre ya se usaba antes de esta fecha, por el propio Scott.
En 1988 Aparecen 2 títulos más, basados en la serie Star Trek: Next Generation Trivia de George Broussard y Trek Trivia de Scott Miller. Ambos fueron descontinuados y abandonados. Luego otras dos trivias de carácter general, Trivia Whiz de George Broussard y Word Whiz de Scott Miller. Estos dos últimos descontinuados al año siguiente pero relanzados como freeware en diciembre de 2005.

### Convertirse en 3D Realms
Con la intención original de crear una división para cada género de juegos (de acción, arcades, infantil, etc) se crean, en julio de 1994, y 1998, 3D Realms y la ya desaparecida Pinball Wizards respectivamente. El objetivo era publicar cada nuevo juego bajo una marca diferente, según el tipo, en lugar de todos bajo el nombre de Apogee como había sido hasta entonces. Esto le permitiría apuntar a variados mercados con nombres de marca distintos.
Sin embargo, algunos de estos tipos de entretenimiento, como los juegos de plataformas o las naves que disparan mientras el fondo pasa deslizándose frente a la vista del jugador fueron muriendo a finales de la década de 1990, haciendo que la estrategia pensada se volviera totalmente obsoleta. A ello debe sumarse que los tiempos de desarrollo cada vez más largos para un solo juego, (semejantes a veces a los de la realización de una película de Hollywood) hacía que las empresas no lanzaran títulos a la velocidad con que lo hacían en el pasado, con lo cual tener varios nombres era innecesario y antieconómico.
3D Realms fue creada, como su nombre lo indica, para los juegos en 3D y su primer desafío fue el Terminal Velocity, una especie de simulador de vuelo futurista, pero con el frenesí de disparos de un juego de acción más puro. Fue responsable también de la salida al mercado de Duke Nukem, y la producción de Max Payne. 
El último juego publicado bajo el nombre Apogee fue Stargunner en 1996. Desde 1998, toda la empresa completa (desarrollo y distribución) ha estado usando un motor 3D (aun cuando el juego sea 2D, como "Duke Nukem: Manhattan Project"), y como resultado, 3D Realms ha reemplazado de hecho a Apogee como nombre de marca. Además, acercándose el año 2000 Apogee sintió que su nombre estaba más asociado con juegos viejos, obsoletos, que con el nuevo milenio, por lo que adoptó definitivamente el apelativo de 3D Realms para todo desarrollo futuro.

### El cierre
Durante la mañana del 7 de mayo de 2009, comenzaron a surgir rumores sobre una posibilidad latente de que 3D Realms cerrara, proviniendo de una supuesta "fuente cercana" al equipo. A lo largo del día, diferentes personas (como el webmaster del sitio de la empresa) comenzaron a confirmar el rumor, y, finalmente, para culminar, el 8 de mayo se publicó una fotografía de todo el equipo de desarrollo titulada "Goodbye" en el sitio oficial de 3D Realms.
El cierre de la sección de desarrollo fue sumamente inesperado y causó un gran revuelo, ya que la empresa mantenía en desarrollo el videojuego Duke Nukem Forever que llevaba ya más de 12 años en desarrollo y al parecer finalmente iba a encontrar su lanzamiento ese año. Los derechos de publicación del juego los mantiene Take-Two Interactive, y aunque el estado del videojuego fue incierto (ya que el acuerdo entre las dos empresas no contemplaba dinero por parte de Take Two como fondos para desarrollar Duke Nukem Forever) al final lanzará el juego el 11 de junio de 2011 con el acabado final por parte del estudio Gearbox, quien cuenta entre sus filas con antiguos trabajadores de 3D Realms.

### Juegos desarrollados y comercializados por Apogee Software
- 1986 - Beyond the Titanic - Comercializado como Shareware tradicional
- 1986 - Block Five
- 1986 - Diamond Digger (también conocido como Raiders of the Forbidden Mine o Gold Miner)
- 1986 - Maze Machine
- 1986 - Maze Runner (también conocido como Rogue Runner)
- 1987 - Kroz series - A partir de estos títulos Apogee comienza a aplicar su propio modelo de Shareware
- 1987 - Supernova
- 1988 - Night Bomber
- 1988 - The Thing
- 1988 - Trek Trivia
- 1988 - Word Whiz
- 1989 - Meteors (también conocido como Asteroid Rescue)
- 1990 - Phrase Master
- 1991 - Arctic Adventure
- 1991 - Crystal Caves
- 1991 - Duke Nukem
- 1992 - Cosmo's Cosmic Adventure
- 1992 - Secret Agent
- 1993 - Bio Menace
- 1993 - Duke Nukem II
- 1993 - Major Stryker
- 1993 - Monster Bash
- 1994 - Hocus Pocus
- 1994 - Rise of the Triad
- 1994 - Rise of the Triad -The Hunt Begins-
- 1995 - Realms of Chaos
- 1996 - Stargunner

### Juegos publicados o producidos
- 1988 - Trivia Whiz - Micro F/X Software
- 1988 - Start Trek: The Next Generation Trivia - Micro F/X Software
- 1989 - The Thor Trilogy - Scenario Software
- 1990 - Pharaoh's Tomb - Micro F/X Software
- 1990 - Monuments of Mars - Scenario Software
- 1990 - Commander Keen: Invasion of the Vorticons – id Software
- 1991 - Dark Ages - Scenario Software
- 1991 - Commander Keen: Goodbye Galaxy! – id Software
- 1991 - Paganitzu - Trilobyte
- 1991 - Jumpman Lives! – Shamusoft Designs
- 1992 - Wolfenstein 3D – id Software
- 1992 - Word Rescue - Redwood Games
- 1992 - Math Rescue - Redwood Games
- 1993 - Alien Carnage (aka Halloween Harry) – SubZero Software
- 1993 - Blake Stone: Aliens of Gold – JAM Productions
- 1994 - Blake Stone: Planet Strike – JAM Productions
- 1994 - Boppin' – Accursed Toys
- 1994 - Hocus Pocus – Moonlite Software
- 1994 - Mystic Towers - Animation F/X
- 1994 - Raptor: Call of the Shadows – Mountain King Studios
- 1994 - Wacky Wheels – Beavis Soft
- 1995 - Xenophage: Alien Bloodsport - Argo Games
- 1996 - Death Rally – Remedy Entertainment

Una lista más detallada y completa, incluyendo por ejemplo la fecha exacta de cada lanzamiento, y las versiones posteriores de cada juego, puede encontrarse en esta descripción de Rink Works